# Dragan R. Simić
Dragan R. Simić (Medveđa, 11. novembar 1961) srpski je polikolog i univerzitetski profesor. Redovni je profesor i bivši dekan Fakulteta političkih nauka. Utemeljivač je sistematskog i obuhvatnog izučavanja amerikanistike u Srbiji, kao i globalnih i strateških studija i studija migracija na Univerzitetu u Beogradu. Predavač je na akademskim ustanovama u Srbiji, regionu i inostranstvu, uključujući Univerzitet Klemson iz Južne Karoline, Univerzitet Donja Gorica i Univerzitet u Banjoj Luci. Predsednik je Matičnog naučnog odbora za pravo, ekonomiju i političke nauke Ministarstva prosvete Republike Srbije.

## Obrazovanje i stručna usavršavanja
Diplomirao je na Fakultetu političkih nauka 1985. godine na smeru za međunarodne odnose. Magistrirao je na istom fakultetu 1992. godine odbranivši magistarsku tezu pod naslovom „Shvatanje mira kod Johana Galtunga”. Doktorsku disertaciju pod nazivom „Novi svetski poredak” odbranio je 1999. godine na Fakultetu političkih nauka.
Usavršavao se u Sjedinjenim Američkim Državama kao stipendista Fulbrajtovog programa o spoljnoj politici SAD na Univerzitetu Južne Karoline tokom 2003. godine pod mentorstvom profesora međunarodnih odnosa Čarlsa Keglija (Charles W. Kegley Jr.). Učestvovao je na stručnom usavršavanju na Univerzitetu u Pitsburgu (Sjedinjene Američke Države) tokom 2006. godine. Učestvovao na više od stotinu međunarodnih konferencija.
Govori engleski i ruski jezik, uz poznavanje osnova italijanskog i latinskog jezika..

## Karijera
Dobitnik je Oktobarske nagrade grada Beograda za istraživački rad, kao i Novembarske nagrade Univerziteta u Beogradu 1985. godine za izuzetan uspeh na osnovnim studijama. Neposredno nakon završetka osnovnih studija postaje aktivan u naučno-istraživačkoj delatnosti kroz angažman u istraživačkom timu Instituta za političke studije u Beogradu. Kao urednik izdavačke delatnosti u IIC SSO Srbije (1987–1990) i potom kao glavni i odgovorni urednik časopisa Ideje (Velike i Male edicije Ideja), uredio je preko 60 monografija, računajući i Izabrana dela Vilhelma Rajha u pet tomova.
Od 1993. godine učestvuje u izvođenju nastave na Fakultetu političkih nauka, gde je 2009. godine izabran u najviše predavačko zvanje – redovnog profesora. Predaje međunarodne odnose, nacionalnu i globalnu bezbednost, velike strategije i strateško mišljenje, geopolitiku, spoljnu i bezbednosnu politiku SAD i srpsko–američke odnose na matičnom i fakultetima u regionu i u inostranstvu (Crna Gora - Univerzitet Donja Gorica, Bosna i Hercegovina – Fakultet političkih nauka Univerziteta u Banjoj Luci...). Predaje, takođe, na Diplomatskoj akademiji „Koča Popović“ Ministarstva spoljnih poslova Republike Srbije, kao i na Vojnoj akademiji Univerziteta odbrane u Beogradu.
Izabran je 2014. godine za profesora Univerziteta Klemson, Južna Karolina, SAD, na osnovu sporazuma o saradnji Univerziteta u Beogradu Fakulteta političkih nauka (Centra za studije SAD) i Univerziteta Klemson. Rukovodilac je, sa strane Centra za studije Sjedinjenih Američkih Država Fakulteta političkih nauka Univerziteta u Beogradu, projekta „University Partnership- Serbian Educational Alliance“(2019-2023) sa Ohajo Stejt Univerzitetom, kao i projekta „University Partnership“ (2020-2023) sa Univerzitetom Klemson iz Južne Karoline.
Objavio je i priredio veliki broj naučnih monografija i zbornika radova. Pored toga, objavio je više desetina tekstova u naučnim i stručnim časopisima i zbornicima radova. Preveo je više značajnih dela stranih teoretičara međunarodnih odnosa. Član je redakcija naučnih časopisa „Vojno delo“ i „Journal of Regional Security“.
Osnivač je i direktor Centra za studije Sjedinjenih Američkih Država na Fakultetu političkih nauka Univerziteta u Beogradu (2004). Utemeljio je sistematsko i obuhvatno izučavanje amerikanistike u Srbiji. Pokretač je najpre specijalističkih, a potom i master akademskih studija SAD na Univerzitetu u Beogradu Fakultetu političkih nauka, čiji je i rukovodilac od 2004. godine. 
Na Univerzitetu u Beogradu, u okviru Studija pri Univerzitetu, rukovodilac je i utemeljivač master programa Studije migracija, na koji je prva generacija upisana 2017. godine. Takođe, na Fakultetu političkih nauka Univerziteta u Beogradu utemeljio je i master program Globalne i strateške studije, čiji je rukovodilac od upisa prve generacije studenata 2022. godine.
Prvi put je za dekana Univerziteta u Beogradu - Fakulteta političkih nauka izabran 2015. godine. Ponovo je biran na ovu funkciju 2018. godine, kao i 2021. godine. Izabran je 2016. godine za predsednika Odbora za podizanje spomen obeležja ubijenom premijeru dr Zoranu Đinđiću.
 Od 2017. godine obavlja funkciju predsednika Matičnog naučnog odbora za pravo ekonomiju i političke nauke Ministarstva prosvetе Republike Srbije, a od 2017. do 2020. godine obavljao je i funkciju predsednika Etičkog odbora Univerziteta u Beogradu.

## Privatni život
Oženjen je novinarkom Jelenom Simić sa kojom ima dvoje dece.

## Odabrana dela
- Pozitivan mir, Akademia Nova, Beograd, 1993.
- Poredak sveta, Zavod za udžbenike i nastavna sredstva, Beograd, 1999.
- Nauka o bezbednosti – savremeni pristupi bezbednosti, Službeni list SRJ i Fakultet političkih nauka, Beograd, 2002.
- Svetska politika – međudržavni i međunarodni poredak, Svetska politika, Globalni odnosi, Čigoja štampa i Fakultet političkih nauka, Beograd, 2009.
- Rasprava o poretku, Zavod za udžbenike, Beograd, 2012. (drugo izdanje)
- Svetski poredak: Politika Vudroa Vilsona i Frenklina Delana Ruzvelta, Fakultet političkih nauka Univerziteta u Beogradu, CLIO, Beograd, 2022.